# Hvězda (naučná stezka)

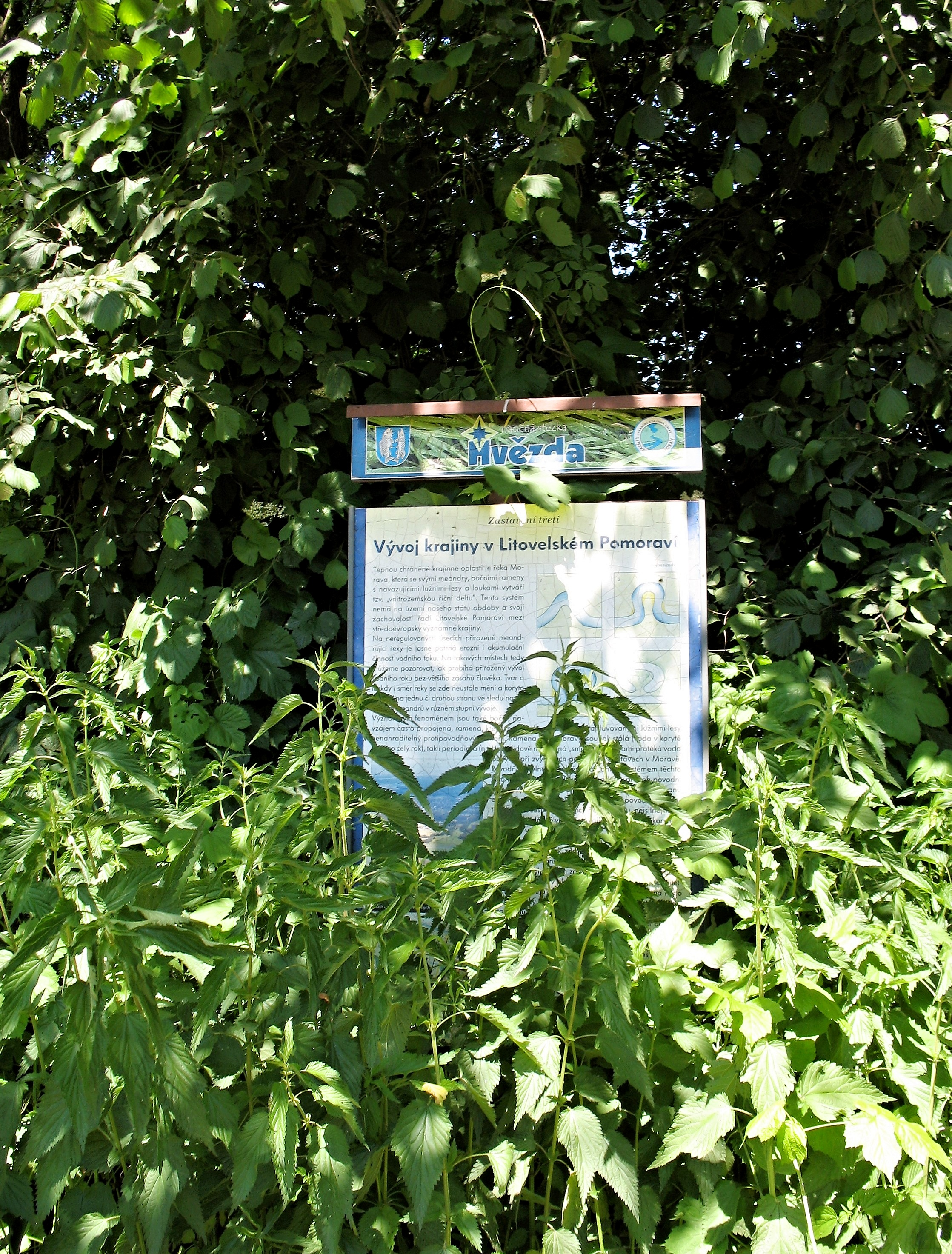
Informační tabule u zastavení č. 3 – „Vývoj krajiny v Litovelském Pomoraví“

Hvězda je naučná stezka na území stejnojmenné přírodní památky v Litovli v okrese Olomouc v Olomouckém kraji.

## Popis
Stezka vede od vstupní tabule u Muzea Litovel v historickém centru Litovle přes území přírodní památky Hvězda. Pak míří na sever přes železniční stanici Litovel město a končí infotabulí o místním festivalu Hanácké Benátky nedaleko kaple svatého Jiří. Z přírodního hlediska se věnuje především vlhkým loukám, rákosinám a mokřadům.
V mokřadech žije řada vzácných rostlinných i živočišných druhů, například rosnička zelená, kuňka obecná, sněženka podsněžník, ostřice vyvýšená nebo krtičník křídlatý.

## Informační tabule
Naučná stezka má sedm zastavení:
1. Vstupní tabule
2. Historie vodního hospodářství
3. Vývoj krajiny v Litovelském Pomoraví
4. Přírodní památka Hvězda
5. Břehové porosty – jejich význam a ochrana
6. Mokřady – jejich význam a ochrana
7. Litovel – Hanácké Benátky – v ulici B. Němcové

## Galerie

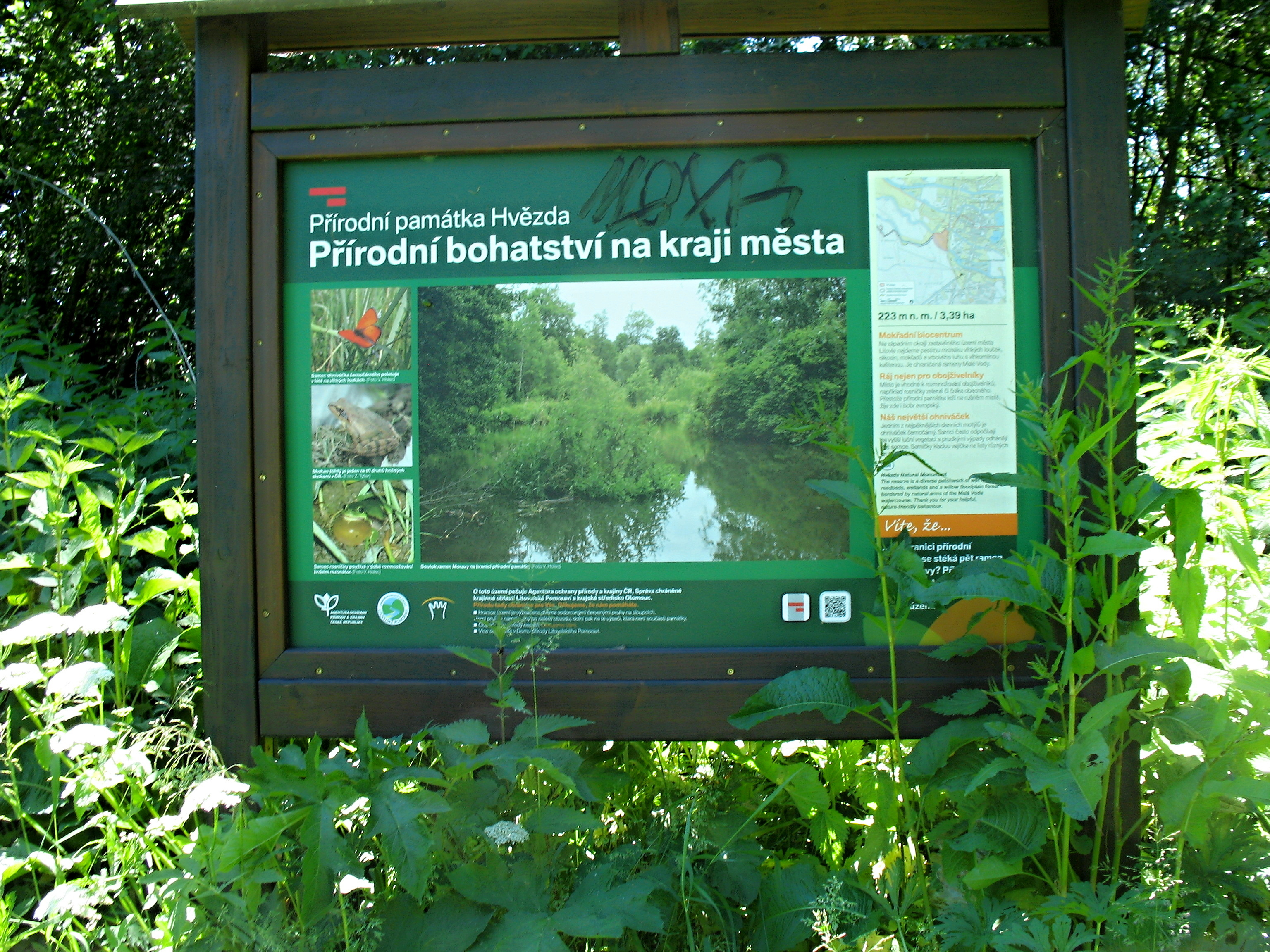
Infotabule přírodní památky Hvězda
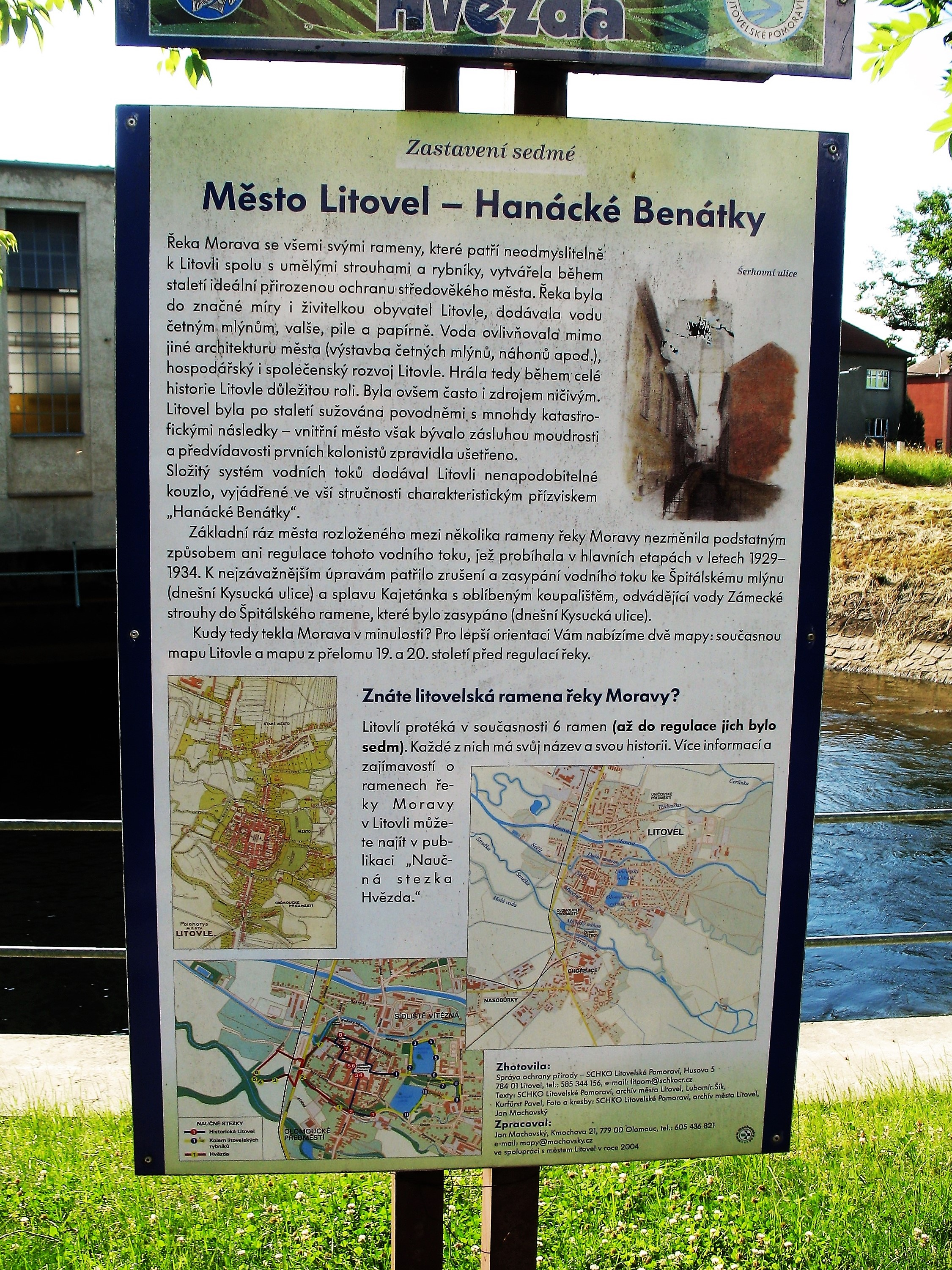
Zastavení 7 - Hanácké Benátky
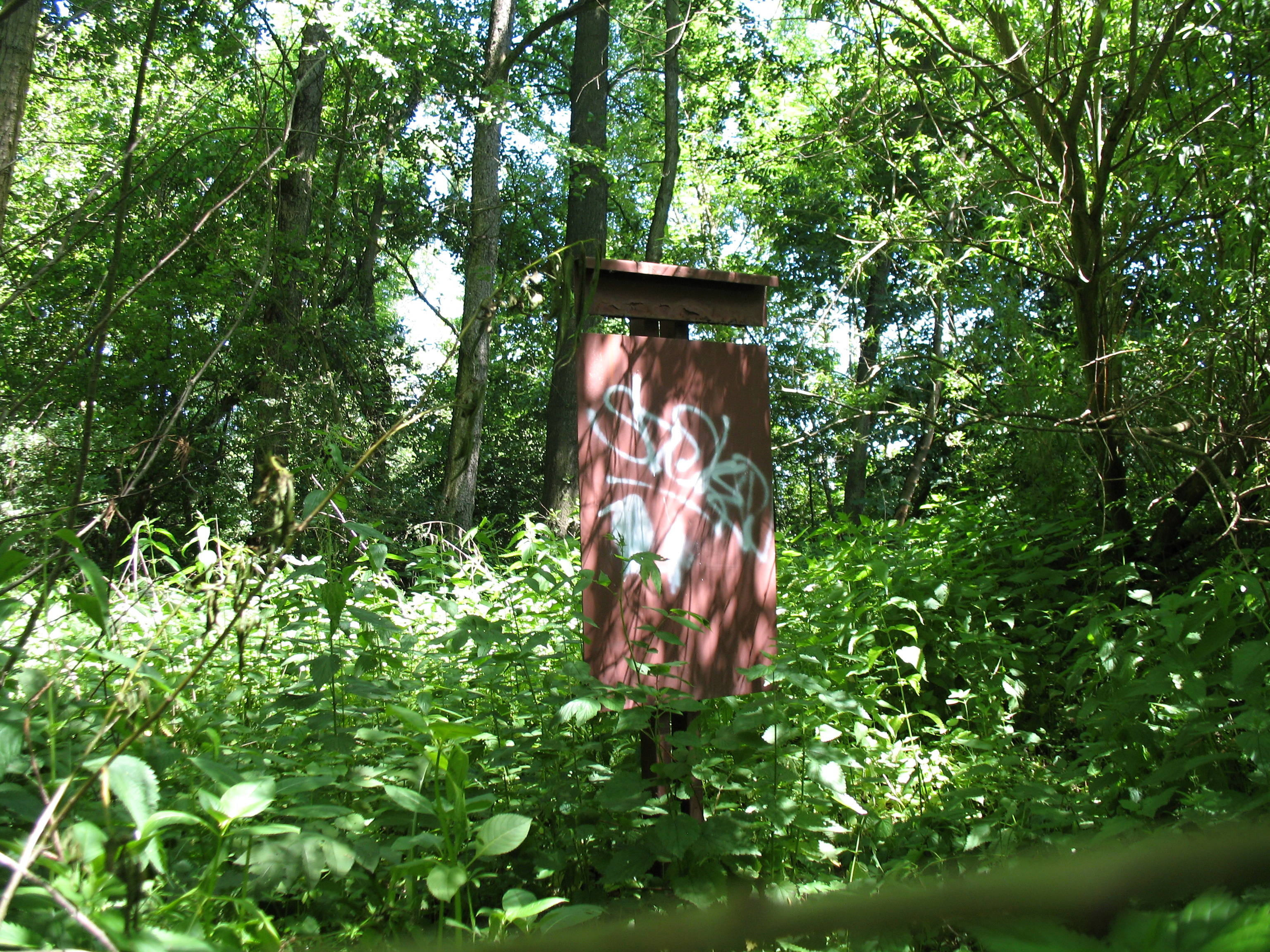
Poškozená infotabule
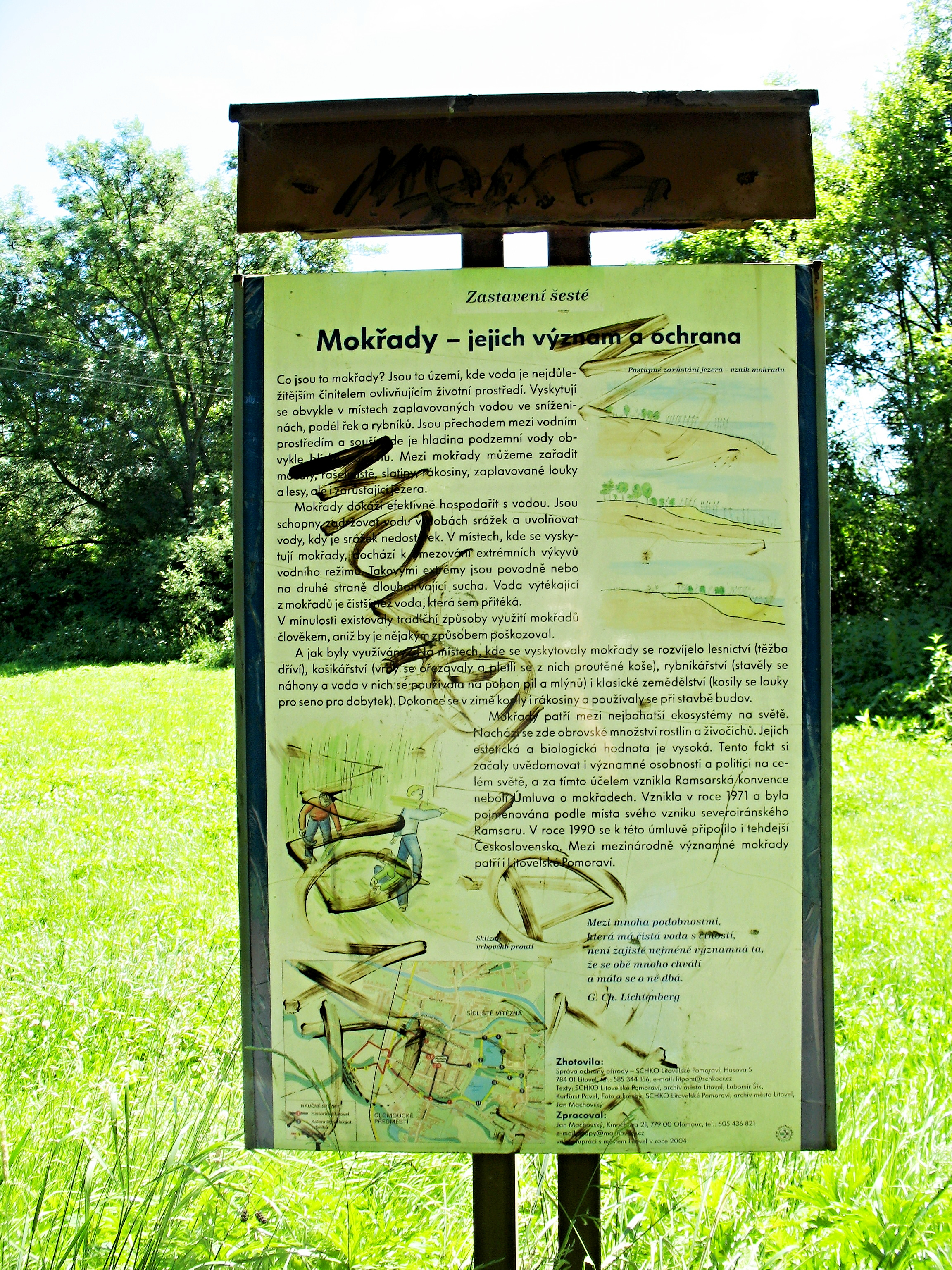
Zastavení 6 - Mokřady